# Никитин, Фёдор Платонович
 Фёдор Платонович Никитин (23 августа 1845, г. Николаеве Херсонской губернии — 30 июля 1911 год, Базель, Швейцария) — Директор лесного департамента министерства земледелия и государственных имуществ.

## Биография
Родился в 11 (23) августа 1845 года в г. Николаеве Херсонской губернии. Образование получил в Киевском кадетском корпусе, 1-й Киевской гимназии и Московском университете, который он окончил в 1867 году по физико-математическому факультету, кандидатом математических наук с серебряной медалью. Первое время готовился к учёной деятельности, но увлечённый земской деятельностью посвятил себя этой профессии. В 1871 году был избран гласным Елисаветградского уездного земского собрания Херсонской губернии и в том же году участковым мировым судьёй.
В 1874 году избран членом Херсонской губернской земской управы, а в 1884 году назначен председателем тои же управы и в этой последней должности пробыл до 1894 года. Во время его председательства организована основная и текущая земская статистика, институт санитарных врачей, ветеринарная организация и институт агрономических смотрителей. Фёдор Платонович принимал так же по приглашению правительства участие в комиссии сведущих людей в 1881 и 1882 гг., в продовольственной комиссии по пересмотру системы взимания податей и в преобразовании Херсонского земледельческого училища в средние учебное заведение, за что в 1886 году получил Орден Святого Владимира. В 1893 году произведён в действительные статские советники. В марте 1894 г. было создано Министерство земледелия и государственных имуществ и в том же году Никитин был назначен управляющим государственными имуществами Харьковской и Полтавской губернии, а через год — директором Лесного департамента Министерства земледелия и государственных имуществ и одновременно — инспектором корпуса лесничих. В 1904 г. назначен товарищем министра земледелия и Государственных имуществ (первым из директоров Лесного департамента), членом сельскохозяйственного совета Министерства.
В начале 1900-х годов состоял членом Кустарного комитета и Императорского русского географического общества. 9 апреля 1900 г. получил чин тайного советника.
Ф. П. Никитин находился на посту директора Лесного департамента с 17 (29) июня 1895 по 6 (19) июня 1905 г., когда был отстранен от должности в связи с предъявленным ему обвинением в злоупотреблениях при продаже принадлежащих казне вологодских лесов. Состоялся суд, на котором Ф. П. Никитина защищал известный адвокат Николай Платонович Карабчевский (1851—1925) (его речь в защиту Никитина впоследствии была опубликована). Суд вынес Никитину оправдательный вердикт, но он был вынужден выйти в отставку. Несмотря на оправдательный приговор, это потрясение не прошло для Никитина бесследно, так как не имеется сведений о том, что с тех пор он где-либо состоял на службе или занимался иной деятельностью. Выехав за границу, он скончался в Базеле (Швейцария) 30 июля 1911 г.